# Ranunculus granatensis
Ranunculus granatensis Boiss. – gatunek rośliny z rodziny jaskrowatych (Ranunculaceae Juss.). Występuje naturalnie w Hiszpanii (także na Balearach), Portugalii oraz Maroku (powszechny w Atlasie Wysokim). 

## Morfologia
PokrójBylina dorastająca do maksymalnie do 40–100 (–120) cm wysokości. Pędy są owłosione. włoski mają długość 1–1,7 (–2,5) mm. Kłącza są poziome, grube, mięsiste, gęsto owłosione. Korzenie mają cylindryczny kształt i żółtą barwę.
LiścieLiście odziomkowe są trójsieczne, pięciokątne w zarysie. Mierzą  3–11 (–15) cm długości i 3,5–12 (–17,5) cm szerokości. Segment centralny ma kształt od odwrotnie owalnego do romboidalnego, jest głęboko potrójnie klapowany, natomiast segmenty boczne mają trapezowy kształt i od dwóch do czterech klapek. Liście łodygowe są siedzące. Dolne są podobne do odziomkowych, natomiast górne przypominają podsadki.
KwiatyMają żółtą barwę. Osiągają 13–25 mm średnicy. Działki kielicha są owłosione, z tępym wierzchołkiem. Płatki osiągają 7–13 mm długości i mają jajowato prawie trójkątny kształt, są całobrzegie lub lekko nacięte. Miodniki są jajowate, ścięte lub karbowane na wierzchołku. Pręciki w dolnej trzeciej części pokryte są gęstymi kosmkami włókien. Dno kwiatowe ma jajowaty kształt, jest nagie, czasem z kilkoma włoskami na szczycie.
OwoceGładkie niełupki o odwrotnie jajowatym kształcie i długości 3–4 mm. Na szczycie znajduje się trójkątny dzióbek mierzący (0,7–) 0,8–1,2 (–1,5) mm długości, jest wyprostowany lub nieco zaokrąglony na wierzchołku.

## Biologia i ekologia
Hemikryptofit. Rośnie w zacienionych i wilgotnych zaroślach oraz łąkach, w pobliżu rzek i potoków górskich. Preferuje gleby o odczynie kwaśnym. Występuje na wysokości od 1100 do 2600 m n.p.m. Kwitnie od maja do lipca. 
Liczba chromosomów: 2n = 28. 

## Ochrona
W Czerwonej księdze gatunków zagrożonych został zaliczony do kategorii LC – gatunków najmniejszej troski. R. granatensis został zaliczony do tej kategorii, ponieważ jego zasięg występowania jest większy niż 300 000 km² oraz występuje w wielu miejscach. Jego populacje są uważane za stabilne i nie ma większych zagrożeń dla tego gatunku. 